# 스튜디오 23
스튜디오 23(영어: Studio 23)은 필리핀 케손 시티에 위치한 필리핀의 상업 텔레비전 방송국이다.